# Керована зброя

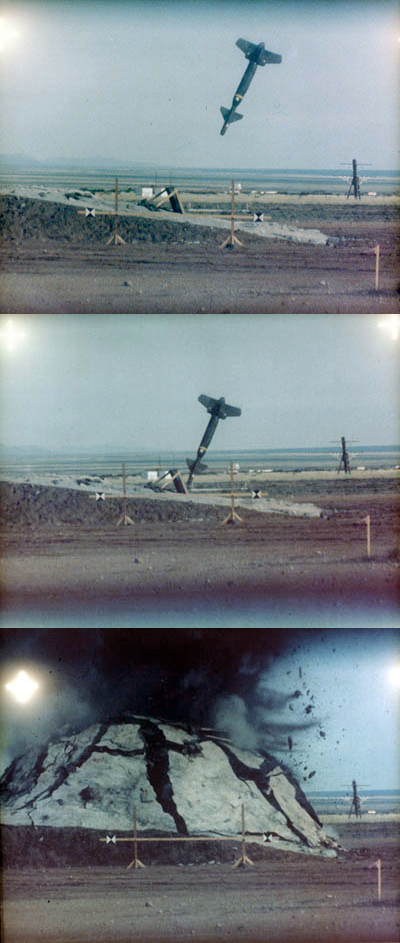
Керована бомба GBU-24 вражає практичну ціль

У керованій зброї застосовуються різні способи наведення високоточних боєприпасів: ракет, керованих бомб і керованих артилерійських снарядів для ураження цілей. Точність влучання боєприпасу є головним показником ефективності зброї. Системи наведення покращують точність влучання шляхом «Ураження одним пострілом» (SSKP), що є частиною розрахунку живучості, яка пов'язана з моделлю залпового бою.
Ці технології наведення можна поділити на декілька розрядів, із широкими категоріями «активного», «пасивного» та «запланованого» керування. Здебільшого, у ракетах і керованих бомбах, використовують однакові типи систем наведення, а різниця полягає лише у тому, що ракети мають двигун для керування, водночас керовані бомби а також ракети котрі запускаються з літаків, залежать від швидкості та висоти їх пуску з літака.
Наведення, насамперед балістичних ракет, ускладнюється двома чинниками. По-перше, на останніх ділянках фази посиленого розгону, атмосфера настільки розріджена, що аеродинамічні засоби керування польотом, як-от килі, не можуть працювати, і єдині поправки, які можна внести до траєкторії польоту, повинні надходити від самих ракетних двигунів. Але, оскільки двигуни забезпечують лише вектор сили, приблизно рівнобіжний фюзеляжу ракети, їх не можна використовувати для забезпечення значного виправлення курсу; внесення серйозних поправок створило б великі сили тяжіння перпендикулярно фюзеляжу, які могли б знищити ракету. Тим не менш, можна внести невеликі виправлення, злегка підвісивши головні двигуни, щоби вони поверталися, розмістивши відхильні поверхні, які називаються лопатями, у вихлопі ракети або, в деяких випадках, установивши невеликі ракетні двигуни, відомі як двигуни з вектором тяги або керувальні двигуни. Ця техніка внесення невеликих поправок у траєкторію польоту ракети через незначну зміну вектора сили її двигунів, відома як керування вектором тяги.
Друге ускладнення виникає під час повернення в атмосферу, коли бойова частина без двигуна, піддається дії відносно непередбачуваних сил, як-от вітер. Системи наведення повинні бути розроблені з урахуванням цих труднощів.
Помилки в точності для балістичних ракет (а також для крилатих ракет) зазвичай, виражаються як помилки точки запуску, помилки наведення/на маршруті або помилки точки прицілювання. Помилки як у точці запуску, так і в точці прицілювання, можна виправити шляхом більш точного огляду зони запуску та прицілювання. З іншого боку, помилки наведення/в польоті необхідно виправляти шляхом вдосконалення конструкції ракети, зокрема її наведення.
Точність влучення виражається як кругове імовірне відхилення.

## Історія
Задум керованої ракети з'явився, принаймні, на початку Першої світової війни, зі спроби віддаленого наведення бомб з літака.
Під час Другої Світової війни перші керовані ракети були розроблені, як частина німецької програми Зброї відплати. Американський проєкт Голуб біхевіориста  Б. Ф. Скіннера став спробою розробити ракету керовану голубом.

## Категорії систем наведення
Системи наведення розподілено на різні категорії залежно від ураження яких цілей вони розроблені — рухомих або нерухомих. Зброю можна поділити на дві широкі категорії, Go-Onto-Target (GOT) (Рух на ціль) та Go-Onto-Location-in-Space (GOLIS) (Рух на позицію у просторі). Ракети системи GOT здатні атакувати як рухомі так і нерухомі цілі, натомість зброя системи GOLIS може бути спрямована на нерухомі або малорухомі цілі.
Траєкторія за якою ракета вражає рухому ціль, залежить від пересування цілі. До того ж, рухома ціль сама може бути загрозою для  відправника ракети. Ціль повинна бути знищена до того як зможе завдати удар у відповідь. У системах GOLIS це виглядає простіше оскільки ціль не рухається.

## Системи руху на ціль (GOT)
У кожній системі Руху на ціль є троє підсистем:
- Трекер цілі
- Трекер ракети
- Комп'ютер наведення

Залежно від розташування цих трьох систем, на ракеті існують дві різні пускові категорії:
- Дистанційне керування наведенням: Комп'ютер наведення на пусковій установці. Трекер цілі також на ПУ.
- Самонаведення: Комп'ютери наведення розміщені на ракеті і трекері цілі.

### Віддалене керування наведенням
Ця система наведення зазвичай потребує радарного, радіо або дротового зв'язку між контрольною точкою та ракетою; іншими словами, траєкторія підтримується командами які передаються по радіо або дротах (див. Керована по дротах ракета). Такі системи містять:
- Контроль наведення — Трекер цілі розташовано на пусковій установці. Ракети керуються з пускової платформи. Є два варіанти

- Контроль на лінії візування (CLOS)
- Контроль поза лінією візування (COLOS)

- Наведення по променю на лінії візування (LOSBR) — Трекер цілі на ракеті. Ракета вже націлена на ворожий літальний апарат який підсвічено променем з пускової платформи. Це можна робити вручну і автоматично.

#### Контроль на лінії візування (CLOS)
Система CLOS використовує лише кутові координати між ракетою та ціллю для забезпечення ураження останньої. Ракета повинна перебувати на лінії «пускова установка — ціль» (LOS), а будь-які відхилення від цієї лінії коригуються. Через те що багато ракет використовує подібну систему, їх поділено на чотири групи: Звичайний тип контролю наведення та навігації де ракета завжди отримує команду, перебувати на лінії візування (LOS)  між трекером та літаком, відомий як контроль на лінії візування (CLOS) або триточковим наведенням. Система намагається утримувати ракети якомога ближче до можливої лінії візування на ціль після  захоплення ракети. Більш конкретно, якщо враховується пришвидшення променя і додається до номінального прискорення створеного променевим наведенням, то можна отримати результати наведення CLOS. Отже, команда прискорення наведення за променем змінюється і містить додаткові умови. Описана продуктивність наведення по променю може бути покращена якщо враховувати  рух променя. Наведення CLOS зазвичай, застосовується у зенітних системах малого радіуса дії та у протитанкових ракетах.

##### Ручний контроль на лінії візування (MCLOS)
Контроль за мішенню та ракетою відбувається в ручному режимі. Оператор стежить за польотом ракети і використовує сигнальну систему для вирівнювання ракети на лінії між оператором і ціллю («лінія візування»). Це підходить для ураження повільних цілей, де непотрібні значні коригування. MCLOS це підтип систем контролю наведення. Ця система є придатною для ковзних бомб та протикорабельних ракет або у разі використання надзвукової  Wasserfall проти повільних бомбардувальників B-17 Flying Fortress, але проти швидкісних цілей система MCLOS безпомічна.

##### Напівручний контроль лінії візування (SMCLOS)
Відстеження цілі автоматичне, а керування і відстеження ракети відбувається вручну.

##### Напівавтоматичний контроль лінії візування (SACLOS)
Стеження за ціллю в ручному режимі, керування і спостереження за ракетою автоматичне. Схоже на систему MCLOS, але автоматичні системи позиціонують ракету на лінії візування поки оператор пильнує за ціллю. Система SACLOS дозволяє запускати ракету непомітно для користувача, а також простіші у застосуванні. Системи SACLOS здебільшого використовуються для наведення по наземних цілях таких як танки та бункери.

##### Автоматичний контроль на лінії візування (ACLOS)
Стеження за ракетою та ціллю, а також керування ракетою здійснюються автоматично.

#### Контроль поза лінією візування (COLOS)
Це була перша система наведення яка використовується і дотепер, переважно у зенітних ракетах. У такій системі, пристрій стеження за ціллю та за ракетою можуть бути направлені у різні боки. Система наведення забезпечує перехоплення цілі ракетою завдяки перебуванню обох у просторі. Це значить, що вони не спираються на кутові координати як системи CLOS. Для них потрібні інші координати, якою є відстань. Обидва прилади спостереження за ціллю та ракетою повинні буди активні. Вони завжди автоматичні, а єдиним сенсором системи є радар. SM-2MR Standard інерційно наводить під час фази польоту, але йому допомагає система COLOS через радарний зв'язок наданий радаром AN/SPY-1 встановленим на пусковій платформі.

#### Керування променем на лінії прицілювання (LOSBR)
LOSBR використовує «промінь», зазвичай радіо, радар або лазер який спрямовано на ціль, та приймачі у хвості ракети тримають її у центрі променя. Променеві системи зазвичай відносяться до SACLOS, але є винятки; в інших системах промінь є частиною автоматичної радарної системи стеження. В останніх версіях ракети RIM-8 Talos яку використовували у В'єтнамі — радарний промінь починав стежити за ракетою у верхній точці польоту ракети і починав наводити її на повітряну ціль, більш точне напівактивне радарне наведення застосовувалося в останню мить перед ударом. Це залишає пілоту невеликий шанс на отримання попередження, що його опромінює радар наведення ракети, а не пошуковий радар. Це дуже важливий чинник, через те що сигнали відрізняються і це може допомогти здійснити маневр ухиляння.
Хибою системи LOSBR, є розширення радарного променя зі збільшенням дальності. Лазерний промінь не має таких вад, але він діє на невелику дальність, а також може бути викривлений через погану погоду. З іншого боку напівактивне радарне наведення стає точнішим зі зменшенням дальності, тож обидві системи є взаємодоповнюючими.

### Самонаведення

#### Пропорційне наведення
Пропорційне наведення (також відоме як PN або Pro-Nav) є способом наведення (подібно пропорційному контролю) який використовується у тій чи іншій формі у більшості самонавідних зенітних ракет. Він заснований на тому факті, що два об'єкти перебувають на зустрічних курсах, коли напрямок їх лінії візування не змінюється. PN вказує, що вектор швидкості ракети повинен обертатися на пропорційній швидкості до швидкості обертання лінії візування, і в тому ж напрямку.

#### Радарне самонаведення
Активне радіолокаційне самонаведення — спосіб наведення ракет, який полягає у тому, що ракета оснащується самостійним радіолокатором і обчислювальним блоком, тож це дозволяє виявити і перехопити ціль без втручання станції наведення на об'єкті-носії.
Радіолокаційне самонаведення поєднує в собі дві визначні переваги:
- самонаведення, за якого ракета теоретично напевно, попрямує на зіткнення з ціллю,

- радар, здатний проникати крізь дощ, дим і пил.

Таким перевагам сприяли великі зусилля щодо розробки, та зростання великої галузі радіолокаційної техніки.
Активне радіолокаційне самонаведення зрідка використовується як єдиний метод наведення ракети. Переважно воно застосовується на остаточній стадії перехоплення, в безпосередній близькості від цілі, оскільки невеликі розміри джерел живлення ракети, не дозволяють зробити випромінювач досить потужним і надовго робочим, щоби діяти з миті запуску на великих відстанях перехоплення. Аби подолати цю ваду, більшість самонавідних ракет, мають додатково систему командного наведення або систему інерційної навігації, котрі виводять ракету в зону безпосередньої близькості до цілі, де вмикається активне самонаведення. Інерційна навігація застосовується для стрільби по малорухливим цілям (наприклад, по кораблях), командне наведення — для стрільби по швидкісних і маневрових цілях. Часто інерційна навігація та командне наведення, поєднуються в одному пристрої у вигляді інерційного автопілота, установки якого підлаштовуються радіокомандами.

##### Активне самонаведення
Активне самонаведення використовує радарну систему ракети для забезпечення сигналу наведення. Зазвичай електроніка ракети спрямовує радар на ціль, а ракета візує цей «кут» для наведення себе відносно центральної осі. Роздільна здатність радара базується на розмірі антени, тож на малих ракетах ця система корисна лише у разі нападу на великі цілі, кораблі чи великі бомбардувальники. Активні радарні системи широко застосовуються для боротьби проти корабельних ракет і у ракетах класу «повітря-повітря» як системи «вистрілив і забув», наприклад у ракетах AIM-120 AMRAAM та Р-77.

##### Напівактивне наведення
Напівактивні системи наведення поєднують пасивний радіолокаційний приймач на ракеті з окремим радаром наведення, який «підсвічує» ціль. Через те, що ракету запускають після виявлення цілі потужною радарною системою, є сенс використовувати той же радар для супроводу цілі, уникаючи питань з розподільчою здатністю або енергозабезпеченням, завдяки чому зменшується і вага ракети. Напівактивне радарне наведення (SARH) на сьогоднішній день (2020-і) є найбільш поширеним «всепогодним» рішенням наведення для систем ППО, як наземного і повітряного базування.
Для повітряних систем запуску вадою є те, що літак-носій повинен весь час рухатися в бік цілі, щоб утримувати її радаром. Це може призвести до того, що літак потрапить у зону дії ракет з інфрачервоною головкою самонаведення. Важливим фактором є те, що «всебічні» ІЧ ракети можуть «вбити» з переду, чого не було при використанні перших керованих ракет.
Лазерне наведення схоже на напівактивне радарне наведення, але як сигнал тут служить лазерний промінь. Іншою відмінністю є те, що більшість зброї, керованої лазером, має башту з лазерним покажчиком цілі, який дозволяє маневрувати літаку після пуску ракети. Маневрування залежить від того, яке поле огляду має башта, і здатності системи тримати ціль під час маневрування. Оскільки керована лазером зброя повітряного розташування зазвичай використовується проти наземних цілей, покажчик наведення на ціль не обов'язково повинен розміщуватися на літаку-носії; наведення можна здійснювати з іншого літака або іншим шляхом (часто наземні підрозділи оснащено переносними лазерними покажчиками цілі).

#### Пасивне наведення
Інфрачервоне самонаведення є пасивною системою наведення за тепловим слідом, який створює ціль. Зазвичай використовується у ППО коли вистежуються теплові струмені від реактивних двигунів, також вона застосовується з успіхом проти транспортів. Такий тип наведення також називають «шукач тепла».
Шукачі контрастів використовують телевізійну камеру, зазвичай чорно-білу, щоби показувати зображення попереду ракети на екрані оператора. Після запуску електроніка шукає пляму на зображенні, де контрастність змінюється найшвидше, по вертикалі та горизонталі, а потім намагається зберегти цю пляму на контрастній позиції. Контрастні шукачі застосовуються на ракетах класу «повітря-земля», наприклад на ракеті AGM-65 Maverick, через те, що більшість наземних цілей можна вирізнити тільки зоровими засобами. Проте, системи покладаються на значні зміни контрасту і навіть звичайний камуфляж може завадити їм «захопити» ціль.

#### Ретрансляційне самонаведення
Ретрансляційне самонаведення, також називають супроводом через ракету, є гібридом — контролем наведення, напівактивним радарним наведенням та активним радарним наведенням. Ракета приймає відбиті від цілі радарні сигнали і передає їх на наземну станцію стеження, яка надсилає на ракету команди.

## Системи руху на позицію у просторі (GOLIS)
Який би механізм не було використано у системі наведення руху на позицію у просторі, він повинен мати закладену інформацію про ціль. Основною ознакою таких систем є відсутність трекера за ціллю. Комп'ютер наведення та трекер ракети розташовують у ракеті. Відсутність трекера цілі у системі GOLIS обов'язково передбачає Навігаційне наведення.
Навігаційне наведення — це будь-який тип наведення за допомогою системи без супроводу цілей. Інші дві системи містяться на борту ракети. Ці системи також відомі як автономні системи наведення; однак, вони не завжди автономні через використання трекеру ракети. Вони поділяються за функціями трекерів ракети наступним чином:
- Повністю автономна — Системи де прилад стеження ракети не залежить від зовнішніх навігаційних джерел, їх можна поділити на :

- Інерційне наведення

- З карданною гіростабілізованою платформою або поплавковою гідростабілізованою платформою
- З безплатформним інерційним наведенням

- Шаблонне наведення

- Залежно від природних джерел — системи навігаційного наведення, де прилад стеження ракети покладається на зовнішні природні джерела:

- Астронаведення
- Астро-інерційне наведення
- Земне наведення

- Топографічна розвідка
- Фоторозвідка

- Магнітне наведення

- Залежно від штучних джерел — системи навігаційного наведення, де прилад стеження ракети залежить від штучних зовнішніх джерел:

- Супутникова навігація

- Глобальна система позиціонування (GPS)
- Глобальна навігаційна супутникова система (GLONASS)

- Гіперболічна навігація

- DECCA
- LORAN C

### Шаблонне наведення
Шаблонне наведення є найпростішим типом наведення ракет. Траєкторія польоту ракети вираховується з відстані та напрямку до цілі. Перед пуском, ці дані вносять до системи наведення ракети, яка протягом польоту керує ракетою. Всі складові системи наведення (зокрема сенсори, як от акселерометр або гіроскоп) розміщені всередині ракети, і жодна зовнішня інформація (наприклад радіо інструкції) не використовується. Прикладом ракети з шаблонним наведенням є ракета ФАУ-2.

### Інерційне наведення

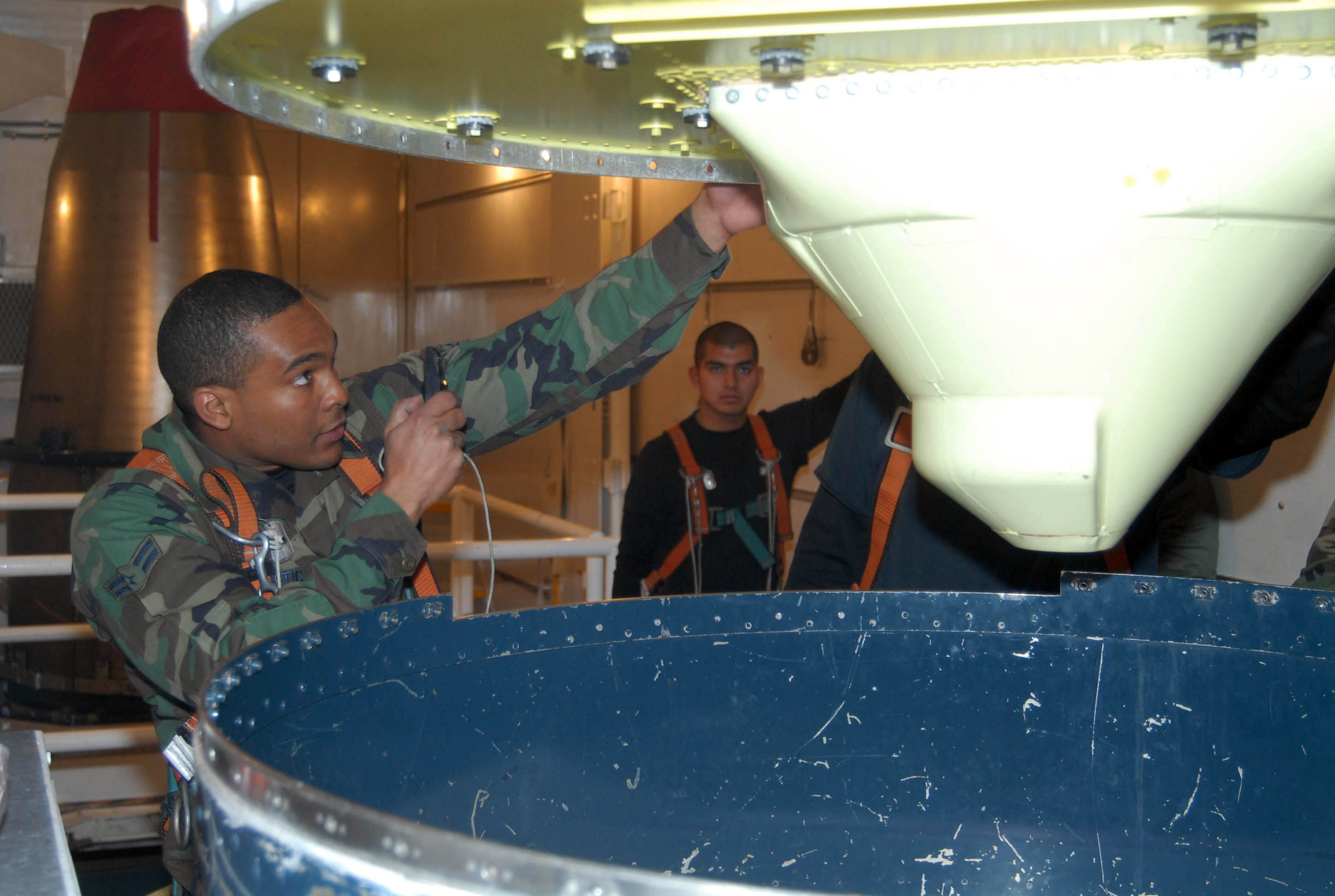
Огляд системи наведення ракет MM III

В інерційному наведенні використовують чутливі засоби вимірювання положення ракети завдяки прискоренню, яке відбулося після пуску. Перші механічні системи були дуже не точними і вимагали деякого зовнішнього налаштування, щоб уражати цілі розміром з місто. Сучасні системи використовують твердотільні лазерні гіроскопи, які мають точність до декількох метрів на дальності 10 000 км і не потребують додаткових коригувань. Розробка гіроскопів завершилася винаходом системи ВІС для ракет MX, які мають точність менше 100 м на міжконтинентальних відстанях. Багато цивільних літаків використовують інерційне наведення за допомогою лазерного гіроскопу, яке є менш точним ніж механічні системи, винайдені ICBM, але вони є досить дешевим приладом, який допомагає точно визначати розташування (коли було розроблено такі літаки як Boeing 707 та 747, система GPS не мала ще такого комерційного поширення як тепер). Зараз керована зброя може використовувати системи інерційного наведення, GPS та радарне відображення місцевості для досягнення великих рівнів точності, як у сучасних крилатих ракет.
Інерційному наведенню надається перевага для початкового наведення та при входженні МБР у щільні шари атмосфери, через те, що на систему не впливають контрзаходи. Водночас, відносно низька точність цього способу наведення є менш важливою перешкодою для великих ядерних боєголовок.

### Астронавігаційне наведення
Астронавігаційне наведення — це поєднання сенсорів/поєднання інформації інерційного наведення та астрономічної навігації. Зазвичай його використовують на балістичних ракетах підводних човнів. На відміну від МБР шахтного типу, які під час запуску не рухаються і їх відправна точка може служити посиланням, БРПЧ запускають з рухомого човна, що ускладнює необхідні навігаційні розрахунки і збільшує кругове імовірне відхилення. Це зоряно-інерціальне наведення використовується для коригування помилок малої позиції та швидкості, які є наслідком умов пуску, через помилки у системі навігації підводного човна, і помилок які можуть виникнути у системі наведення під час польоту через недосконалість калібрування інструментів.
ВПС США потребували точну навігаційну систему для прокладання точного маршруту і відстеження високошвидкісних цілей. Nortronics, підрозділ Northrop з розробки електроніки, розробив астро-інерціальну навігаційну систему (ANS), яка може коригувати помилки інерціальної навігації за допомогою астрономічної навігації, для ракет SM-62 Snark, і окрему систему для ракети AGM-48 Skybolt, остання з яких була пристосована на літаку SR-71.
Система використовує розташування зірок для точного налаштування інерційного наведення після запуску. Точність ракети залежить від системи наведення, яка знає точне положення ракети в будь-яку мить під час її польоту, той факт, що зорі є незмінним орієнтиром, допомагає вирахувати положення з великою точністю.
У ракетній системі Трайдент це досягалося за допомогою однієї камери яка була налаштована на пошук лише однієї зорі, якщо зоря перебувала не у визначеному місці, це означало, що інерційна система навела ракету не точно на ціль і відбувалось коригування траєкторії.

### Земне наведення
У TERCOM, від «terrain contour matching» (букв. відстеження рельєфу місцевості), використовують мапи зроблені на основі супутникових знімків, на яких прокладено маршрут від пускової установки до цілі. Якщо більш докладно, то система TERCOM дозволяє ракеті летіти складним шляхом за 3D мапою, замість простого польоту до цілі. TERCOM є системою наведення крилатих ракет, але вона витісняється системами GPS та DSMAC, Цифровий оптичний площинний корелятор, який застосовує камеру для знімання ділянок землі, оцифровує знімки та порівнює їх зі збереженими знімками у бортовому комп'ютері для остаточного наведення ракети на ціль.